# Syzygium formosum
Syzygium formosum är en myrtenväxtart som först beskrevs av Nathaniel Wallich, och fick sitt nu gällande namn av Genkei Masamune. Syzygium formosum ingår i släktet Syzygium och familjen myrtenväxter. Inga underarter finns listade i Catalogue of Life.